# Karl Goepfart

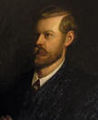
Karl Eduard Goepfart

 Karl Eduard Goepfart (* 8. März 1859 in Mönchenholzhausen bei Erfurt; † 30. Januar 1942 in Weimar) war ein deutscher Musiker, Komponist und Dirigent.

## Leben
Goepfart ist der älteste Sohn des Lehrers und Kantors Christian Heinrich Goepfart. In seiner Kindheit erfuhr er, wie seine Brüder Otto (Organist und Stadtkantor in Weimar) und Franz (Maler und Direktor der staatlichen Zeichenschule Weimar), eine hervorragende Ausbildung bei seinem Vater, der aus einer Musikerfamilie stammte. 1873 wurde er Student an der Großherzoglichen Orchester- und Musikschule Weimar. Auf Einladung seines Vaters reiste er 1873 in die Vereinigten Staaten von Amerika und gab dort Klavierkonzerte und wurde Kapellmeister in Baltimore. 
1876 setzte er seine Studien in Weimar fort und wurde Mitglied der Donnerstagsrunde bei Franz Liszt. 1877 trat er in den Militärdienst und war bis 1880 Regimentmusiker. In dieser Zeit entstanden vor allem Uminstrumentierungen von Werken u. a. Liszts und kleinere Arbeiten (Märsche, Lieder, Kammermusik).
Ab 1880 begann Karl Goepfart als Chordirigent seine Wanderjahre (Ulm, Mannheim, Magdeburg, Baden-Baden, Remscheid), war aber immer wieder in Weimar.  
1885 entstand die Märchenoper Beerenlieschen. Bei der Uraufführung im gleichen Jahr am Weimarer Hoftheater übernahm Karl Goepfart die musikalische Leitung. Er wurde als Kapellmeister Herzoglichen Hoftheater bezeichnet. Es folgte die Oper Quintin Messis – der Schmied von Antwerpen, die 1887 am Weimarer Hoftheater uraufgeführt wurde. Von 1909 bis 1927 lebte und arbeitete Goepfart in Potsdam.
Er beschäftigte sich auch als Geigenbauer.
Goepfart verstarb in Weimar und wurde neben seiner Frau auf dem Bornstedter Friedhof in Potsdam beerdigt.

## Werke
Instrumentalwerke

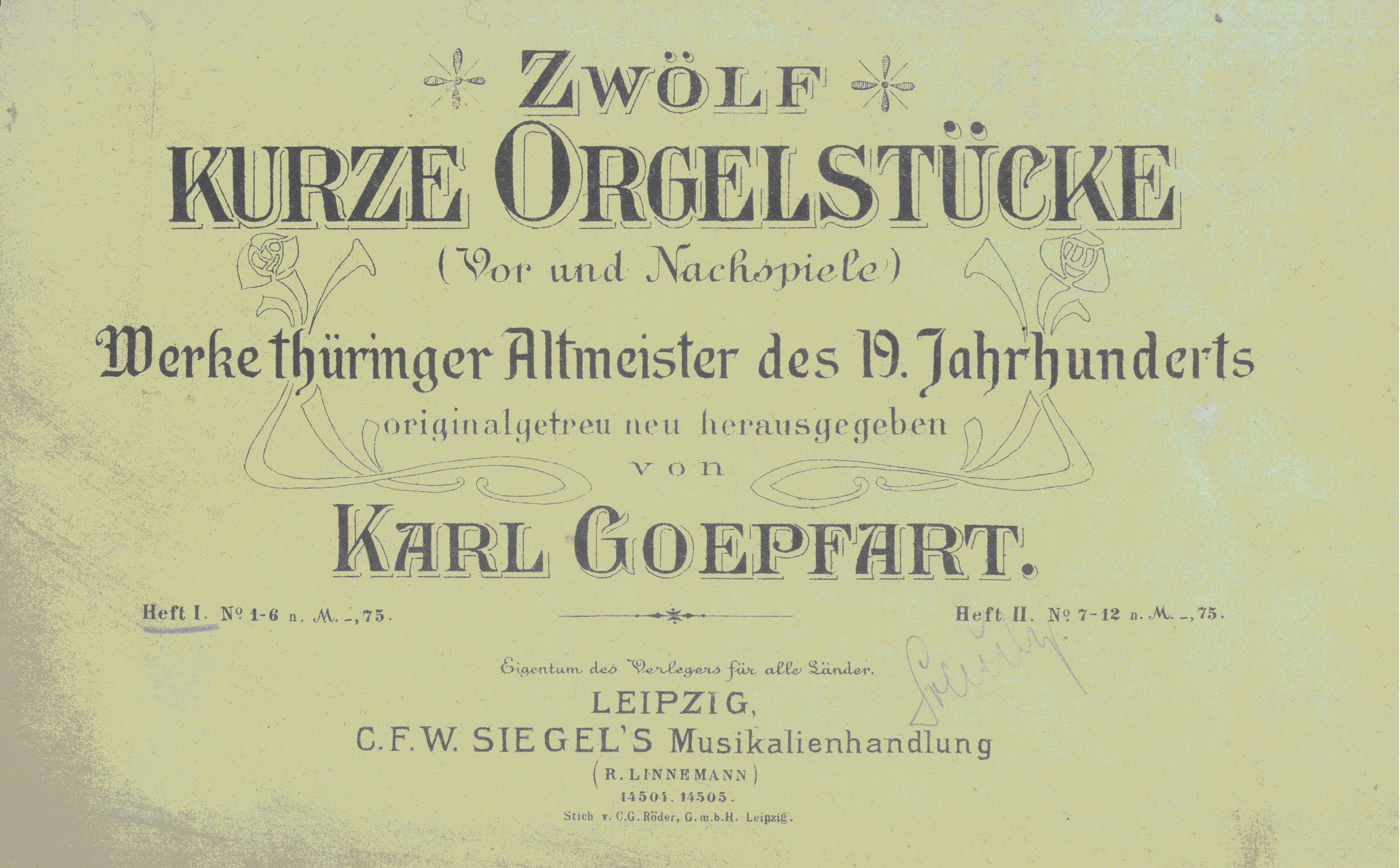
Titelblatt einer Sammlung von Orgelwerken, die K. Goepfart herausgab

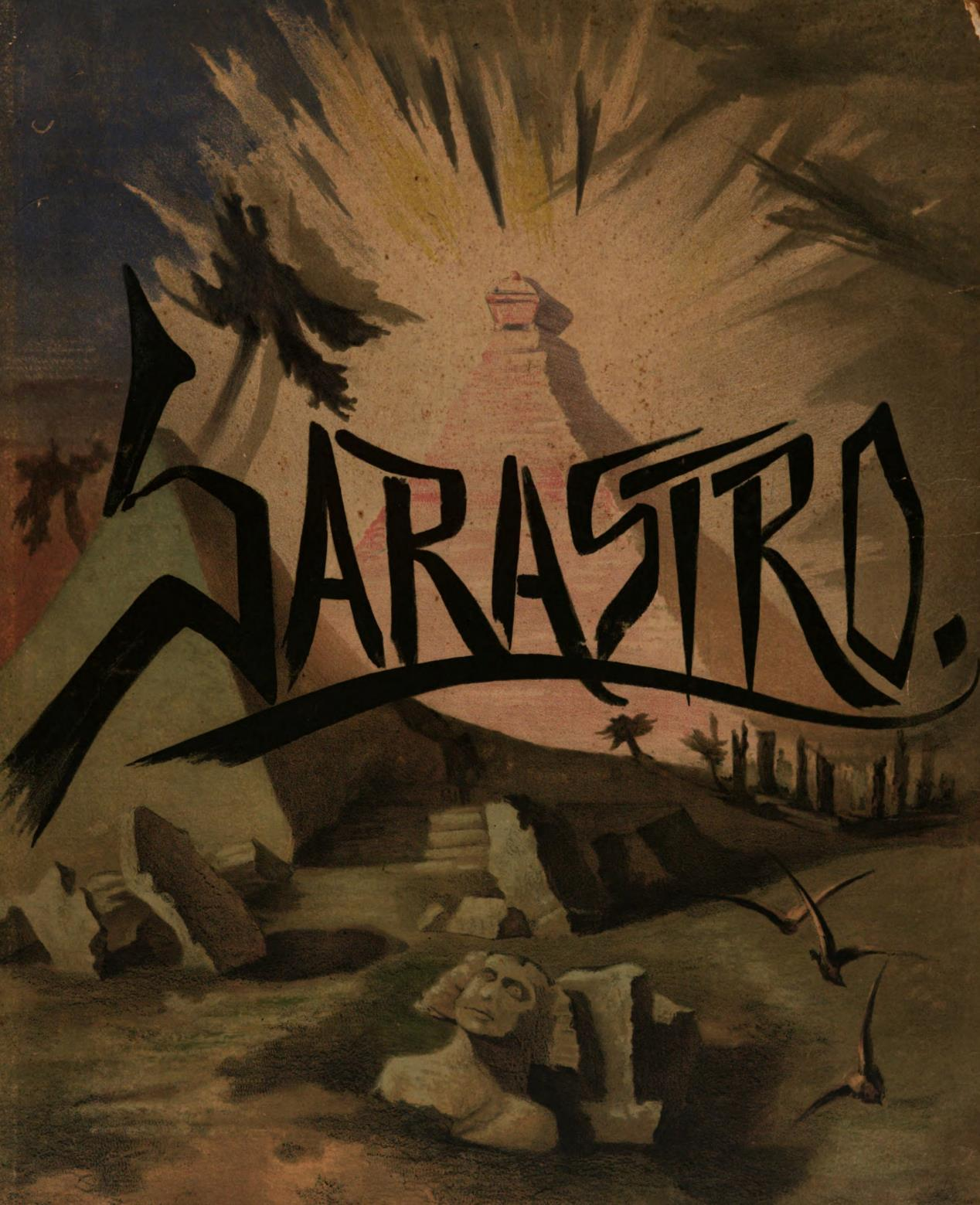
Title of Sarastro (opera) by Karl Eduard Goepfart

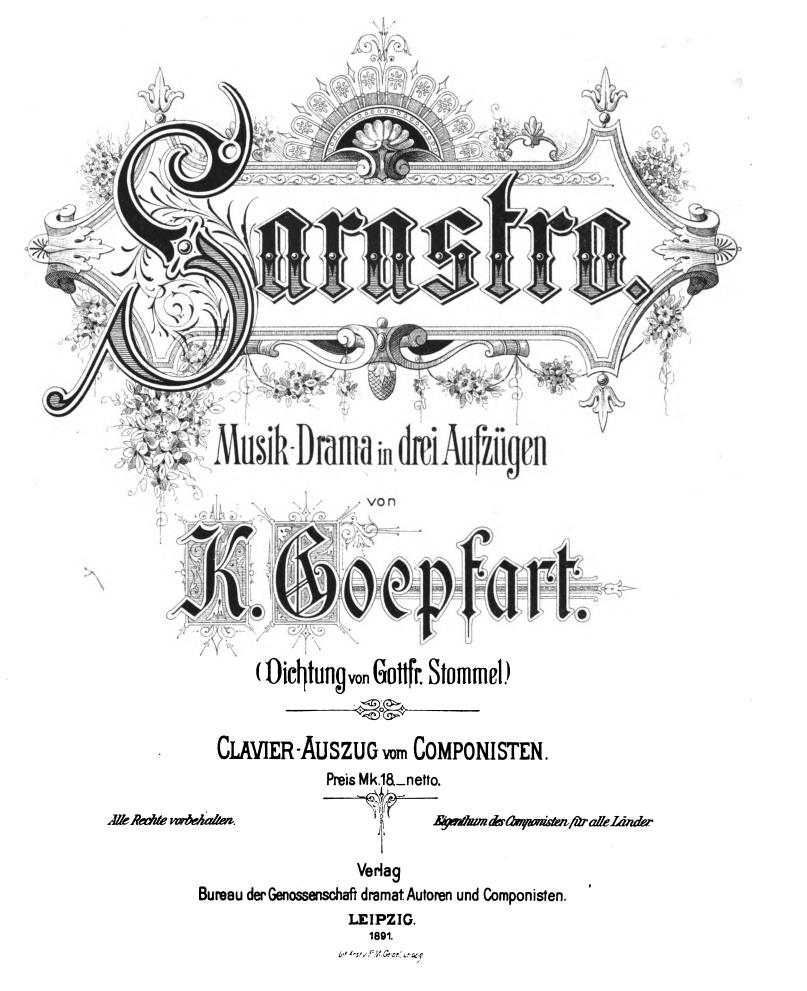
Sarastro opera cover of vocal score 1891

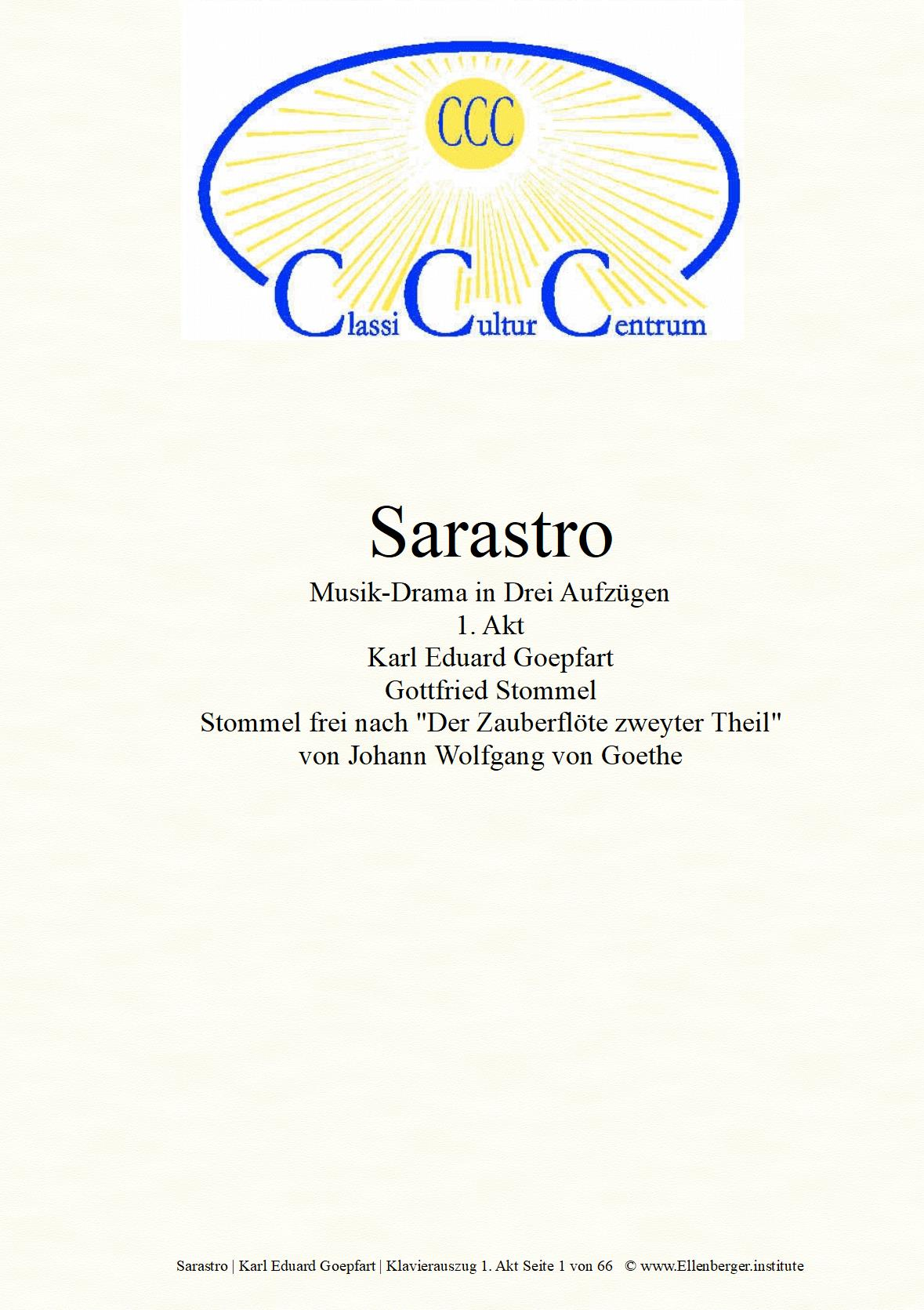
Titelseite Neuveröffentlichung der Partitur der Oper Sarastro

- Skizzen und Studien Flöte + Klavier op. 25
- 2 Charakterstücke Oboe + Klavier op. 27
- 3 Stücke Klarinette + Klavier op. 29
- 2 Charakterstücke Fagott + Klavier op. 31
- Allegro scherzando e capriccioso op. 43
- Ballade für Horn und Clavier op. 48
- Trio (Zwei Geigen, Bratsche) op. 73
- Trio (Flöte, Oboe, Klavier) op. 74
- Trio (Klarinette, Fagott, Klavier) in g-Moll op. 75
- Quartet für Holzbläser in d-Moll op. 93
- Die Liebesquelle zu Spangenberg. Eine deutsche Sage. Für Soli [Sopran, Tenor, Bass] gemischten Chor mit Orchester oder Pianofortebegleitung und verbindender Declamation. op. 80 (1902 in Spangenberg aufgeführt)

Musikdramen, Chorwerke und Lieder
- Camilla. Komische Oper (1891)
- Lied des Scheffelbundes (1893) (Text: Max Oberbreyer)
- Beerenlieschen oder die güldene Kette (Text: Auguste Danne)
- Sarastro. Musik-Drama in drei Aufzügen (Libretto: von Gottfried Stommel)
- Quintin Messis – der Schmied von Antwerpen. Musik-Drama
- Die Jahreszeiten. 4 Kinder-Festspiele mit verbindender Declamation (Text: Frida Schanz)
- Mittsommer. Trauerspiel mit Chören für die Bühne unter freiem Himmel (Text: Ernst Wachler)
- Goldhärchen. Zaubermärchen mit Gesang und Tanz in 4 Aufzügen und 7 Bildern (Text Robert Hertwig)
- Liebe auf Erden oder Christkindleins Erdenwallen. Ein Weihnachtsspiel in 2 Teilen und 9 Bildern mit Gesang und verbindenden Deklamationen (Text: Elisabeth Bouneß)
- Widukind. Trauerspiel mit Chören (Text: Ernst Wachler)
- Motivischer Leitfaden zu Rhodopis. Märchenspiel (Text: Alberta von Freydorf)
- Die Heldentaten des Kadetten Fritz Hellmerich. Kriegsschauspiel mit Musik für die Jugend in 3 Akten (Text: Julius Winkelmann)
- Königslied der Schwaben. Dichtung von Chr. Egen. Musik für Männerchor a cappella von K. Goepfart. Johannes Jehle, Musikverlag, Ebingen [um 1915?]

## Diskographie
- „jubiloso – Kammermusik für Bläser und Klavier“, ensemble diX, enthält: Trio op. 74, Trio op. 75, Quartett für Klarinette, Horn, Fagott und Klavier (1897) o.op., Quartett für Flöte, Oboe, Fagott und Klavier (1897) o.op., Ersteinspielung,  (2009, Querstand)